# セネガルの国章
セネガルの国章（セネガルのこくしょう）は、頂点にセネガルの国旗の中央にあるのと同じ緑色の星を配し、周辺を公用語のフランス語で書かれた国の標語Un Peuple Un But Une Foi（一つの民族、一つの目標、一つの信念）のリボンをかけた小枝で取り囲み、その中に国旗と同じ赤、黄色、緑で彩色された盾を置いている。盾は左を赤く、右を黄色く塗り、左には黄色く彩色されたライオンを、右には緑色のバオバブの木と、その下にセネガル川を表す緑の波を配している。
この国章は1960年代に制定された。

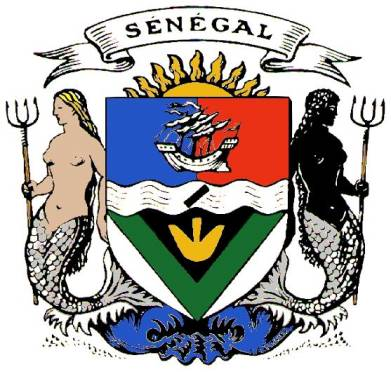
1958年の紋章
1960年から1965年までの紋章